# 阿賀野號輕巡洋艦
阿賀野（あがの）是大日本帝國海軍的輕巡洋艦。阿賀野型輕巡洋艦1號艦。

## 歷代艦長

### 艤裝員長
1. 中川浩 大佐：1942年2月15日 -

### 艦長
1. 中川浩 大佐：1942年10月31日 -
2. 松原博 大佐：1943年8月5日 -
3. 松田尊睦 大佐：1943年11月17日 - 1944年2月18日戦死

## 艦曆
阿賀野號于佐世保海軍工廠動工，但由於戰時進度緩慢，首艦完工時，已是中途島海戰後的1942年10月。其於1942年10月31日完工後立刻開赴所羅門群島，代替長良號任第10戰隊旗艦。后參与了韋瓦克攻擊作戰和奧古斯塔皇后灣夜戰，均無建樹。其後該艦船擔任運輸任務，於1943年12月時因遭受潛艇攻擊而受傷，返回特魯克緊急後修理以後再次參戰。1944年2月16日，阿賀野號在向本土返航途中再次遭受潛艇攻擊，被兩枚魚雷命中後沉沒

## 關聯項目
- 大日本帝國海軍艦艇一覽

## 外部連結
1. ↑  伊藤正德. . 光人社. 2001.